# CANT Z.501
Le CANT Z.501 Gabbiano (« Mouette») était un hydravion à coque monomoteur italien, utilisé  par la Regia Aeronautica à partir de 1935 et lors de la Seconde Guerre mondiale.
Il fut construit à 467 exemplaires par CRDA CANT SpA et Aeronautica Sicula SpA, sous licence.

## Histoire
L'hydravion CANT Z.501 a été conçu pour répondre aux spécifications émises en 1933 par le ministère de l'Air pour équiper la Regia Aeronautica d'un nouvel appareil de reconnaissance et de bombardement en remplacement des Savoia-Marchetti SM.78 en service depuis 1932.
Pour mener à bien ce projet, la société CRDA-CANT a fait appel à l'ingénieur Filippo Zappata, sa première affectation comme chef de projet. Grâce à la victoire de l'appel d'offres, il restera longtemps dans l'entreprise et créera beaucoup d'autres avions avec succès, tous caractérisés par le Z de leur nom officiel. Bien qu'il ait été étudié et construit dans un délai très court, il s'est imposé face au projet présenté par son concurrent Aeronautica Macchi, le Macchi M.C.77. Il s'est ensuivi une très importante commande de la part du ministère de l'Air. Pour faire face aux commandes, le CANT Z.501 a été produit sous licence par le constructeur Aeronautica Sicula de Palerme.
Il avait un équipage composé de quatre ou cinq personnes, et était utilisé principalement pour des missions de reconnaissance. C'était un bon avion, malgré tout déjà dépassé dès 1940, bien qu'il ait été utilisé pendant toute la Seconde Guerre mondiale, en subissant de nombreuses pertes. L'appareil a été retiré du service en 1950.
Il a détenu également deux records mondiaux pour les vols à longue distance. Le premier étant de 4 133 km parcourus en 26 heures et 35 minutes, lors d'un vol du 18 au 19 octobre 1934 effectué par le pilote d'essai Mario Stoppani, puis battu par le Latécoère 300 le 23 juin 1935. Il le reprendra le 16 juillet 1935 avec un vol de 4 930 km.

## Engagements
Le CANT Z.501 a été utilisé par la Regia Aeronautica qui disposait de 202 CANT Z.501, regroupés en 16 escadrons. L'avion a été employé pour des tâches de reconnaissance lointaine, bien que ses caractéristiques de vol et son armement défensif réduit en faisait une proie facile pour les avions ennemis. Durant la première année de la guerre, 30 appareils ont été perdus. Avec l'arrivée progressive des nouveaux modèles CANT Z.506, les Z.501 ont été affectés à des missions côtières d'exploration ainsi que d'escorte des convois italiens à destination de la Libye.
Après l'Armistice, la Regia Aeronautica a maintenu en service 84 appareils dont 30 ont été affectés au sud du pays. La Regia Aeronautica Cobelligerante disposait de 19 appareils. Ces avions ont été utilisés principalement pour les liaisons en Méditerranée et pour le secours en mer. Les appareils restés dans le Nord ont été jugées obsolètes par la Luftwaffe et ont été démolis. À la fin de la guerre, tous les CANT Z.501 restants ont été démolis, sauf quelques exemplaires qui ont été démontés et stockés dans un entrepôt à Brindisi. Le dernier a été démoli sur ordre de l'état-major de l'armée de l'air en 1959.

## Utilisateurs
Royaume d'Italie
- Regia Aeronautica
- Aeronautica Cobelligerante Italiana

 République sociale italienne
- Aeronautica Nazionale Repubblicana

 Italie
- Aeronautica Militare

 Espagne
- Ejército del Aire

 Roumanie
- Forces Aériennes Royales de Roumanie

### Appareil comparable
États-Unis
- Consolidated PBY Catalina